# Danglas, Abra
Danglas là một đô thị hạng 5 ở tỉnh Abra, Philippines. Theo điều tra dân số năm 2007, đô thị này có dân số 5.411 người trong 749 hộ.

## Các khu phố (barangay)
Danglas được chia thành 7 khu phố (barangay).
| Barangay        | Pop. (2007) |
| --------------- | ----------- |
| Abaquid         | 543         |
| Cabaruan        | 621         |
| Caupasan (Pob.) | 1,523       |
| Danglas         | 462         |
| Nagaparan       | 808         |
| Padangitan      | 658         |
| Pangal          | 796         |